# Денніс Тіто
Де́нніс Е́нтоні Ті́то (англ. Dennis Anthony Tito, народився 8 серпня 1940 в Нью-Йорку) — американський підприємець та мультимільйонер італійського походження. В 2001 став міжнародно відомим, оскільки став першим в історії космічним туристом.

## Політ
Денніс Тіто заплатив за політ компанії Space Adventures $20 млн. Він стартував на КК Союз TM-32 28 квітня 2001, провівши 7 днів, 22 години та 4 хвилини в космосі і облетівши Землю 128 разів.
Тіто також провів кілька дослідів у космосі, що можуть бути корисними для його бізнесу.